# Кирил Петков (політик)
Кирил Петкович Петков (болг. Кирил Петков Петков; нар. 17 квітня 1980, Пловдив, Болгарія) — болгарський політик, економіст та підприємець. Прем'єр-міністр Болгарії з 13 грудня 2021 до 2 серпня 2022 року. Міністр економіки в перехідному уряді Стефана Янева з 12 травня до 16 вересня 2021 року. Співголова партії «Продовжуємо зміни», яку заснував разом із Асеном Васильєвим.

## Біографія
Народився в Пловдиві, Болгарія. Його дитинство минуло в Софії, де його батьки працювали вчителями. Батько, Петко Петков, — учитель біології, а мати викладає літературу. Закінчив Сьому софійську гімназію. У 14 років разом із батьками переїхав до Ванкуверу, Канада, де його батько працював над дослідницьким проєктом. Вивчав хімію та біологію в Університеті Британської Колумбії, але покинув цю спеціальність на третьому курсі. Закінчив цей університет за спеціальністю «Фінанси». Потім отримав ступінь магістра ділового адміністрування в Гарвардському університеті. Його викладачем був Майкл Портер, із яким він спеціалізувався на розробці кластерних технологій.

## Кар'єра
Повернувся до Болгарії 2007 року, заснував Болгарську девелоперську компанію, мета якої полягала в запуску перспективних бізнес-ідей та їх фінансуванні. Його першим проєктом був мультифункціональний комплекс на околиці Софії вартістю в 60 млн болгарських левів. Працював у McCain Foods, канадській компанії з виробництва заморожених продуктів з оборотом у 6 мільярдів доларів, яка інвестує та керує масштабними виробничими проєктами в Північній Америці та Європі. Розробляє проєкти в сфері інновацій із високою доданою вартістю. Заснував кілька бізнес-проєктів, найуспішнішим із яких є компанія Proviotik, яка продає пробіотики на чотирьох континентах і має кілька патентів на біотехнологію в США. До того як піти в політику, проводив «Гарвардські курси» в Софійському університеті Святого Климента Охридського. Є одним із засновників Центру економічних стратегій та конкурентоспроможності при Софійському університеті Святого Климента Охрідського, афілійованого з Гарвардським університетом, де читав курси з економічного розвитку та мікроекономіки конкурентоспроможности.
З 12 травня до 16 вересня 2021 року обіймав посаду міністра економіки в перехідному уряді Стефана Янева.
19 вересня 2021 року разом із Асеном Васильєвим презентував нову політичну антикорупційну партію «Продовжуємо зміни». Вони познайомились у Гарвардській школі бізнесу. Брав участь у парламентських виборах 14 листопада 2021 року як лідер списків коаліції «Продовжуємо зміни» у двох багатомандатних округах, обраний депутатом 47-х Народних зборів.
10 грудня 2021 року партія «Продовжуємо зміни» оголосила, що їй вдалось створити коаліцію з трьома іншими партіями — Болгарською соціалістичною партією, «Є такий народ» та «Демократичною Болгарією». 11 грудня 2021 року президент Болгарії Румен Радев надав Петкову мандат на формування уряду. Кирил Петков передав президентові проєкт складу уряду. 13 грудня 2021 року депутати Народних зборів Болгарії призначили Петкова Прем'єр-міністром Болгарії та окремим голосуванням затвердили коаліційний уряд. За призначення Петкова проголосували 134 депутата з 240.
8 червня 2022 року партія «Є такий народ» вийшла з коаліції, її лідер Славі Тріфонов заявив, що його партія не погоджується з переглядом державного бюджету, і звинуватив партію Петкова «Продовжуємо зміни» у тому, що вона веде країну до банкрутства, залучаючи нові борги та не досягаючи результатів у боротьбі з корупцією, а також звинуватив її у спробі зняти вето на початок переговорів щодо вступу до ЄС із Північною Македонією. Згодом усі четверо міністрів від «Є такий народ», серед яких міністр регіонального розвитку та благоустрою Гроздан Караджов, міністр спорту Радостін Васильєв, міністр енергетики Александр Ніколов та міністр закордонних справ Теодора Генчовська, подали у відставку. 22 червня 2022 року Парламент Болгарії проголосував за вотум недовіри уряду Петкова. Це рішення підтримали 123 депутати проти 116. Пропозицію про вотум до парламенту внесла опозиційна партія ГЄРБ.
1 липня 2022 року Петков заявив, що його партія висуне міністра фінансів та співголову «Продовжуємо зміни» на посаду прем'єр-міністра. 8 липня Васильєв повернув мандат на формування уряду президенту Радеву, оскільки не зміг зібрати просту більшість голосів депутатів.
14 липня 2022 року коаліція ГЄРБ—СДС повернула мандат президенту без проведення перемовин.
27 липня 2022 року Болгарська соціалістична партія також не змогла зібрати достатню кількість голосів депутатів та повернула мандат на формування уряду.
1 серпня 2022 року президент Болгарії Румен Радев призначив позачергові вибори на 2 жовтня 2022 року, а колишнього міністра праці та радника президента зі соціальної політики Гилиба Донева — виконувачем обов'язків прем'єр-міністра з 2 серпня до формування нового уряду.

## Приватне життя
Одружений із канадкою Ліндою Маккензі, яка керує пекарнею в центрі Софії. У пари троє дітей.